# Marina Anna Eich
Marina Anna Eich (nascuda el 17 de desembre de 1976) és una actriu i productora de cinema alemanya.

## Vida i carrera
Eich va néixer a Garmisch-Partenkirchen, Alemanya Occidental. Després de l'escola, va estudiar espanyol, anglès i francès a l'Equador, Canadà i França respectivament, així com dansa i interpretació a l'Acadèmia de Dansa de l'Òpera de Leipzig i a la Universitat de Música i Arts Escèniques de Frankfurt.
Des de 1994, Eich ha participat com a actriu i ballarinaen diverses produccions cinematogràfiques i cinematogràfiques, com Eva Braun en un documental per a la televisió japonesa.
Entre 2000 i 2022, Eich va treballar per a wtp international com a actriu i productor,a i és responsable de la distribució, l'adquisició, les relacions públiques i les vendes internacionals. Va coproduir el psicodrama Die Wahrheit der Lüge (2011), el drama eròtic Engel mit schmutzigen Flügeln (2009), la dramàtica Mein Traum oder Die Einsamkeit ist nie allein (2007), el drama eròtic 24/7 The Passion of Life (2005), la comèdia Pentamàgica (2002/2003) i el curt Sind Mädchen Werwölfe…?.
Des del 2008, Eich també gestiona un segell de DVD que se centra en llargmetratges i documentals d'art. Des del 2009/2010 va ser cap de premsa del Fünf Seen Filmfestival (Five Lakes Film Festival) que té lloc cada juliol a Starnberg, Alemanya.

## Premis i distincions
- 2002 Premi a la millor actriu femenina, Los Angeles (American Film Market per la pel·lícula "dann nen es halt Liebe")
- 2003 - 2007 representant del Festival Internacional de Cinema del Caire i del Festival Internacional de Cinema de Damasc juntament amb Roland Reber
- Des de 2007 representat a l'alemany „Who’s Who“[2]

## Assistències del jurat del festival
- Festival d'Amour de Mons, Bèlgica (febrer de 2007)
- Festival Internacional de Cinema de Muscat, Oman (8 de gener)
- XLI Festival Internacional de Cinema Fantàstic de Catalunya, Sitges, (Oct. 08)
- Festival de Cinema d'Ourense, Espanya (Oct.08)
- Festival Internacional de Cinema de Fantasporto, Portugal (febrer 09)
- Festival de cinema italià a Annecy, França (9 de setembre)
- Festival Internacional de Cinema de l'Índia, Goa (9 de novembre)
- Festival de curtmetratges de Landshuter, Alemanya (10 de març)
- Festival Internacional de Cinema Fantàstic de Brussel·les (13 d'abril)

## Comentaris de premsa
- "Luxúria, dolor i passió" (Sueddeutsche Zeitung, 25 d'octubre de 2011)[3]
- "La veritat de la mentida, la nuesa i la vida" (thirstyrabbit.net, setembre de 2012)[4]
- "L'actriu alemanya Marina Anna Eich té més que una cara fotogènica. És una ballarina de ballet clàssic, una lingüista... El talent d'actuació de Marina Anna Eich s'equipa amb la seva habilitat en màrqueting de pel·lícules... La festa de la foscor. La cara del nostre espai interior pot semblar bombolla a les escenes inicials, però l'actuació d'Eich adquireix una nova dimensió quan, sense voler-ho, comença a jugar amb la vida dels altres personatges..." (Hindustan Times, 12 de novembre de 2003, Pratik Ghosh)
- "Tenia por de la mort" (entrevista face2face-magazin.de)[5]

## Filmografia (fragment)
- 1999: Jagd auf Amor (Director: Holger Barthel)
- 2000: Zwang (Director: Roland Reber)
- 2000: Vienna (Director: Peter Gersina)
- 2000: Josephine (Director: Rajko Grlic)
- 2001: Das Zimmer (Director: Roland Reber), 6 internationale Filmpreise
- 2002: dann nenn es halt Liebe (Kurzfilm, Director: Mira Gittner)
- 2003: Pentamagica (Director: Roland Reber)
- 2003: The Dark Side of our inner Space (Thriller)
- 2005: 24/7 The Passion of Life (Director: Roland Reber, Mira Gittner)
- 2007: Mein Traum oder Die Einsamkeit ist nie allein (Director: Roland Reber)
- 2009: Engel mit schmutzigen Flügeln (Director: Roland Reber)
- 2009: Break – No Mercy, Just Pain! (Horrorfilm, Director: Matthias Olof Eich)
- 2012: Die Wahrheit der Lüge (Director: Roland Reber)
- 2013: Illusion (Director: Roland Reber)
- 2018: Der Geschmack von Leben (Director: Roland Reber)
- 2020: Roland Rebers Todesrevue (Director: Roland Reber)